# Warwickite
La warwickite è un minerale membro del gruppo omonimo. Il nome deriva dalla località di ritrovamento, Warwick nella Contea di Orange (USA).

## Abito cristallino
La warwickite si presenta in cristalli prismatici allungati con le terminazioni arrotondate.

## Origine e giacitura
La warwickite si rinviene negli skarn calcarei metasomatizzati, nella lamproite e nelle vene di carbonatite.